# Plážový volejbal na Letních olympijských hrách 2000

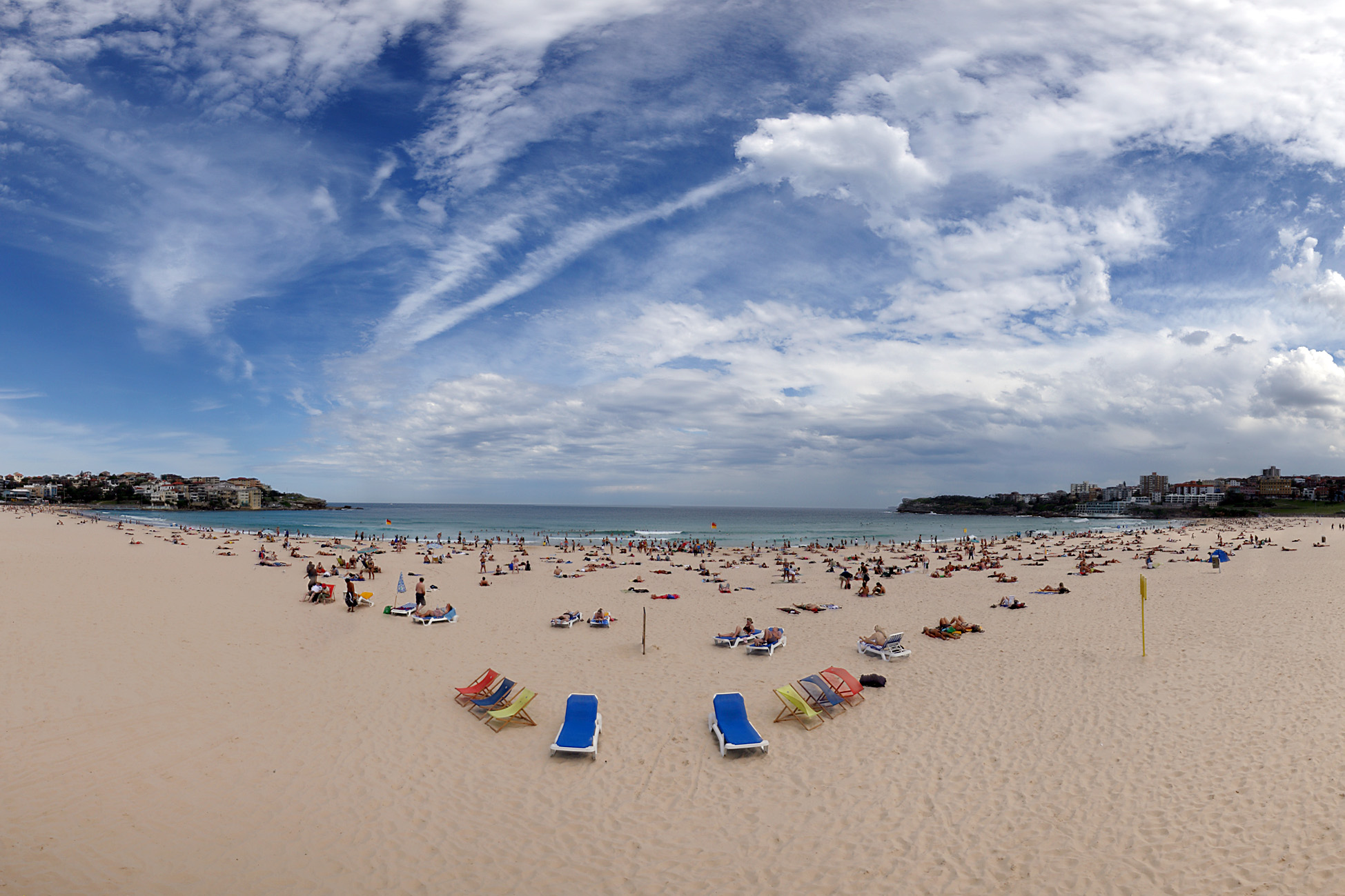
Pláž Bondi, na které stál stadion pro plážový volejbal na olympiádě v Sydney

Plážový volejbal na Letních olympijských hrách 2000 zažil skvělou atmosféru na krátkodobě vybudovaném stadionu na slavné pláži Bondi od 16. do 26. září.

## Průběh soutěží
Z tří českých dvojic se dál dostaly Eva Celbová a Soňa Dosoudilová, které porazily Nizozemky Kadijkovou a Schoonovou, ale vypadly v osmifinále s pozdějšími semifinalistkami Takahašiovou a Saikiovou a obsadily tak dělené deváté místo. Se dvěma porážkami skončily Hudcová s Tobiášovou. V turnaji mužů vyhrál Michal Palinek s Martinem Léblem první zápas v opravách, ale s bilancí jedné výhry a dvou porážek do osmifinálového pavouka nepostoupili.
První finále sice hrály ženy, ale už v té chvíli byly poslední nadějí pro australské publikum po výpadcích domácích mužů. Natalie Cooková a Kerri Pottharstová nebyly favoritkami a proti Brazilkám Adrianě Beharové a Sheldě v obou setech ztrácely, oba ale získaly v těsných koncovkách. Brazilky před tím vyhrály 14 ze 17 vzájemných zápasů. Speciální mentální příprava Australanek, které obsadily na olympiádě v Atlantě bronz, zahrnovala i obklopování se zlatými předměty a chůzi po žhavém uhlí. Třetí místo obsadila další brazilská dvojice, sestavená z medailistek z Atlanty - stříbrné Adriany Ramosové a vítězky Sandry Piresové.
Do finále prošli Američané Eric Fonoimoana (má samojský původ) a Dain Blanton. V průběhu turnaje vynikali kontroverzním jednáním, na které málem doplatili v semifinále, kdy byli za stavu 10:11 potrestáni za diskuse s rozhodčím. Získali ale dalších pět bodů v řadě a postoupili do boje o zlato. Finále proti Brazilcům Zé Marcovi a Ricardovi se hrálo v nezvykle silném větru a sledoval ho i předseda Mezinárodního olympijského výboru Juan Antonio Samaranch. Za stavu 1:0 na sety a 10:9 se skóre na čtvrt hodiny zastavilo, než Američané dokázali získat mečbol, který ale vzápětí proměnili. Jejich vítězství označila média za jednu z největších sportovních senzací.
| „                                             | Chtěli jsme zlato. Navrch se usmíváme, ale uvnitř pláčeme. | “ |
| — Zé Marco, 28. září 2000 po finálové porážce |                                                            |   |

## Medailisté
| Soutěž | Zlato                                                         | Stříbro                                            | Bronz                                                 |
| ------ | ------------------------------------------------------------- | -------------------------------------------------- | ----------------------------------------------------- |
| Muži   | Spojené státy americké (USA) · Dain Blanton · Eric Fonoimoana | Brazílie (BRA) · Zé Marco · Ricardo Santos         | Německo (GER) · Jörg Ahmann · Axel Häger              |
| Ženy   | Austrálie (AUS) · Natalie Cooková · Kerri Pottharstová        | Brazílie (BRA) · Adriana Beharová · Shelda Bedeová | Brazílie (BRA) · Sandra Tavaresová · Adriana Ramosová |

## Závěrečná kola

### Turnaj mužů
|  | Čtvrtfinále                   | Čtvrtfinále                |                               |                         | Semifinále               | Semifinále  |  |  | Finále | Finále |
|  |                               |                            |                               |                         |                          |             |  |  |        |        |
|  |                               |                            |                               |                         |                          |             |  |  |        |        |
|  |                               |                            |                               |                         |                          |             |  |  |        |        |
|  | Kevin Wong, Robert Heidger    | 3                          |                               |                         |                          |             |  |  |        |        |
|  | Kevin Wong, Robert Heidger    | 3                          |                               |                         |                          |             |  |  |        |        |
|  | Dain Blanton, Eric Fonoimoana | 15                         |                               |                         |                          |             |  |  |        |        |
|  | Dain Blanton, Eric Fonoimoana | 15                         | Dain Blanton, Eric Fonoimoana | 15                      |                          |             |  |  |        |        |
|  |                               |                            | Dain Blanton, Eric Fonoimoana | 15                      |                          |             |  |  |        |        |
|  |                               | , Miguel Maia, Joao Brenha | 12                            |                         |                          |             |  |  |        |        |
|  | Miguel Maia, Joao Brenha      | , Miguel Maia, Joao Brenha | 12                            | 15                      |                          |             |  |  |        |        |
|  | Miguel Maia, Joao Brenha      |                            |                               | 15                      |                          |             |  |  |        |        |
|  | Martin Laciga, Paul Laciga    | 11                         |                               |                         |                          |             |  |  |        |        |
|  | Martin Laciga, Paul Laciga    | 11                         | Dain Blanton, Eric Fonoimoana | 2                       |                          |             |  |  |        |        |
|  |                               |                            | Dain Blanton, Eric Fonoimoana | 2                       |                          |             |  |  |        |        |
|  |                               | Zé Marco, Ricardo Santos   | 0                             |                         |                          |             |  |  |        |        |
|  | Zé Marco, Ricardo Santos      | Zé Marco, Ricardo Santos   | 0                             | 15                      |                          |             |  |  |        |        |
|  | Zé Marco, Ricardo Santos      |                            |                               | 15                      |                          |             |  |  |        |        |
|  | John Child, Mark Heese        | 13                         |                               |                         |                          |             |  |  |        |        |
|  | John Child, Mark Heese        | 13                         | Zé Marco, Ricardo Santos      | 15                      | Třetí místo              | Třetí místo |  |  |        |        |
|  |                               |                            | Zé Marco, Ricardo Santos      | 15                      | Třetí místo              | Třetí místo |  |  |        |        |
|  |                               | , Jörg Ahmann, Axel Häger  | 5                             |                         |                          |             |  |  |        |        |
|  | Jörg Ahmann, Axel Häger       | , Jörg Ahmann, Axel Häger  | 5                             | 16                      | Miguel Maia, Joao Brenha | 0           |  |  |        |        |
|  | Jörg Ahmann, Axel Häger       |                            |                               | 16                      | Miguel Maia, Joao Brenha | 0           |  |  |        |        |
|  | Minguez, Steinaker            | 14                         |                               | Jörg Ahmann, Axel Häger | 2                        |             |  |  |        |        |
|  | Minguez, Steinaker            | 14                         |                               |                         | 2                        |             |  |  |        |        |
|  |                               |                            |                               |                         |                          |             |  |  |        |        |
|  |                               |                            |                               |                         |                          |             |  |  |        |        |

#### Finále
| 26. září 2000 14:00 | Dain Blanton, Eric Fonoimoana | 2:0         | Zé Marco, Ricardo Santos  | Beachvolleyballové středisko Bondi (pláž), Sydney Diváci: 10 000 Rozhodčí: Andrea Haas, Jeff Brehaut Report: Zápas trval hodinu a 41 minut. |
| 26. září 2000 14:00 | Esa: 4 Smeče: 58 Bloky: 8     | 12:11, 12:9 | Esa: 4 Smeče: 57 Bloky: 6 | Beachvolleyballové středisko Bondi (pláž), Sydney Diváci: 10 000 Rozhodčí: Andrea Haas, Jeff Brehaut Report: Zápas trval hodinu a 41 minut. |

### Turnaj žen
|  | Čtvrtfinále              | Čtvrtfinále          |                       |                       | Semifinále           | Semifinále  |  |  | Finále | Finále |
|  |                          |                      |                       |                       |                      |             |  |  |        |        |
|  |                          |                      |                       |                       |                      |             |  |  |        |        |
|  |                          |                      |                       |                       |                      |             |  |  |        |        |
|  | Cooková, Pottharstová    | 15                   |                       |                       |                      |             |  |  |        |        |
|  | Cooková, Pottharstová    | 15                   |                       |                       |                      |             |  |  |        |        |
|  | Bruschiniová, Solazziová | 11                   |                       |                       |                      |             |  |  |        |        |
|  | Bruschiniová, Solazziová | 11                   | Cooková, Pottharstová | 15                    |                      |             |  |  |        |        |
|  |                          |                      | Cooková, Pottharstová | 15                    |                      |             |  |  |        |        |
|  |                          | Tavaresová, Ramosová | 6                     |                       |                      |             |  |  |        |        |
|  | Tavaresová, Ramosová     | Tavaresová, Ramosová | 6                     | 16                    |                      |             |  |  |        |        |
|  | Tavaresová, Ramosová     |                      |                       | 16                    |                      |             |  |  |        |        |
|  | McPeaková, Mayová        | 14                   |                       |                       |                      |             |  |  |        |        |
|  | McPeaková, Mayová        | 14                   | Cooková, Pottharstová | 2                     |                      |             |  |  |        |        |
|  |                          |                      | Cooková, Pottharstová | 2                     |                      |             |  |  |        |        |
|  |                          | Beharová, Bedeová    | 0                     |                       |                      |             |  |  |        |        |
|  | Jordanová, Davisová      | Beharová, Bedeová    | 0                     | 9                     |                      |             |  |  |        |        |
|  | Jordanová, Davisová      |                      |                       | 9                     |                      |             |  |  |        |        |
|  | Takahašiová, Saikiová    | 15                   |                       |                       |                      |             |  |  |        |        |
|  | Takahašiová, Saikiová    | 15                   | Takahašiová, Saikiová | 10                    | Třetí místo          | Třetí místo |  |  |        |        |
|  |                          |                      | Takahašiová, Saikiová | 10                    | Třetí místo          | Třetí místo |  |  |        |        |
|  |                          | Beharová, Bedeová    | 15                    |                       |                      |             |  |  |        |        |
|  | Gooleyová, Manserová     | Beharová, Bedeová    | 15                    | 7                     | Tavaresová, Ramosová | 2           |  |  |        |        |
|  | Gooleyová, Manserová     |                      |                       | 7                     | Tavaresová, Ramosová | 2           |  |  |        |        |
|  | Beharová, Bedeová        | 15                   |                       | Takahašiová, Saikiová | 0                    |             |  |  |        |        |
|  | Beharová, Bedeová        | 15                   |                       |                       | 0                    |             |  |  |        |        |
|  |                          |                      |                       |                       |                      |             |  |  |        |        |
|  |                          |                      |                       |                       |                      |             |  |  |        |        |

#### Finále
| 25. září 2000 14:00 | Natalie Cooková, Kerri Pottharstová | 2:0          | Adriana Beharová, Shelda  | Beachvolleyballové středisko Bondi (pláž), Sydney Diváci: 10 000 Rozhodčí: Andrea Haas, Rüdiger Nissen Franzen Report: Zápas trval hodinu a 15 minut. |
| 25. září 2000 14:00 | Esa: 8 Smeče: 45 Bloky: 1           | 12:11, 12:10 | Esa: 7 Smeče: 40 Bloky: 1 | Beachvolleyballové středisko Bondi (pláž), Sydney Diváci: 10 000 Rozhodčí: Andrea Haas, Rüdiger Nissen Franzen Report: Zápas trval hodinu a 15 minut. |